# Basílica de Nuestra Señora de Walsingham
La Basílica de Nuestra Señora de Walsingham (en inglés: Basilica of Our Lady of Walsingham) también conocida como la Capilla de Santa Catalina de Alejandría, es una basílica católica ubicada en Houghton St. Giles, Norfolk, Inglaterra en el Reino Unido. La iglesia está dedicada a Nuestra Señora de Walsingham, patrona de Inglaterra.

## Historia
El santuario fue fundado en época medieval, concretamente en 1061, cuando la noble Ricarda de Faverches tuvo una visión en la que se le apareció la Virgen María y le pidió que construyera una réplica de su casa en Nazaret. Cuando se construyó la capilla, Walsingham estaba en segundo lugar solamente tras Canterbury en importancia en las peregrinaciones inglesas. La actual Basílica de Nuestra Señora de Walsingham fue construida en 1340, fue la última capilla en el Camino de peregrinos de Walsingham.

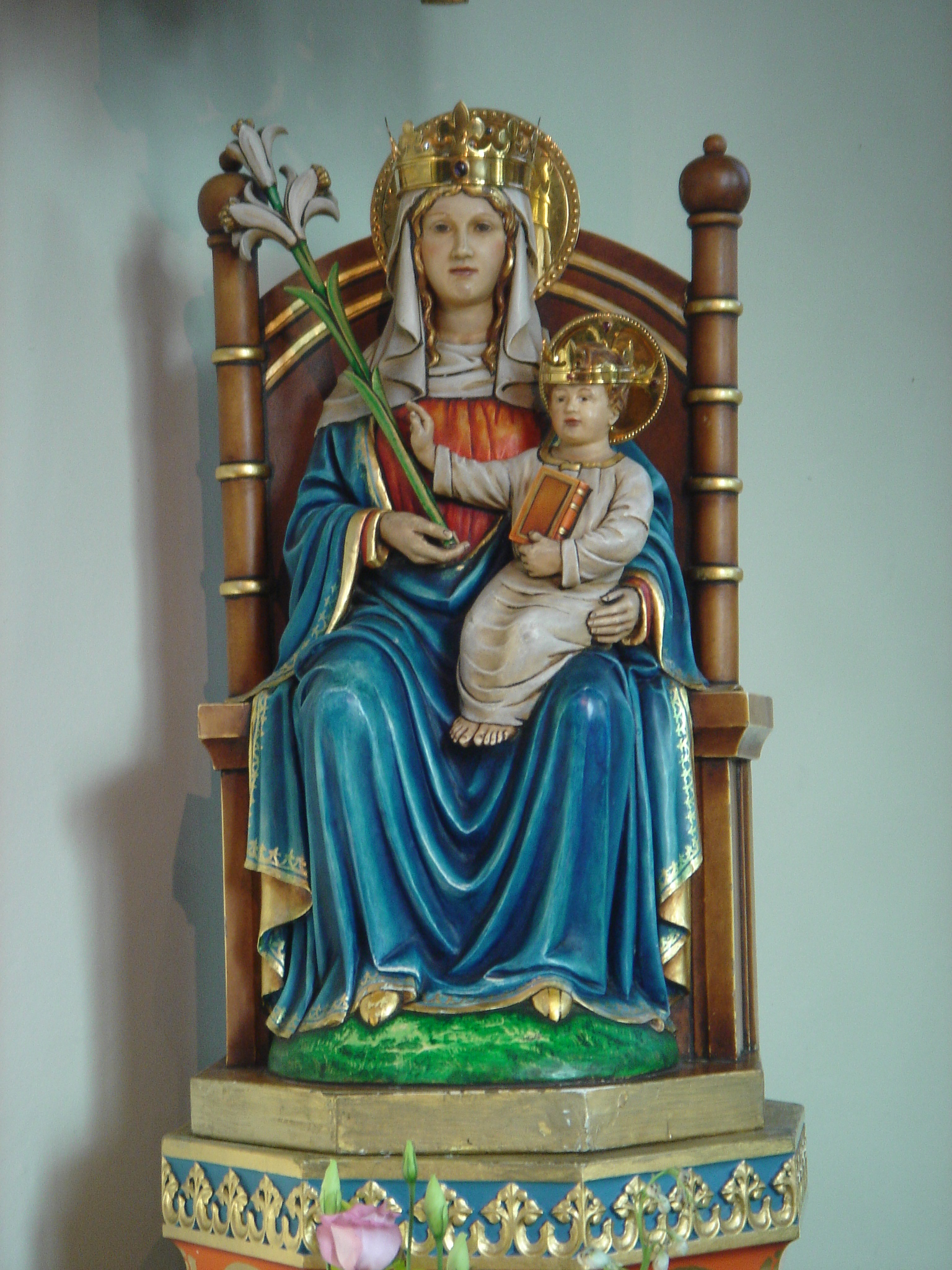
Imagen de Nuestra Señora de Walsingham, patrona de Inglaterra.

En 1538, después de que el rey Enrique VIII inició la creación de la Iglesia anglicana, la capilla cayó en desuso y fue utilizada indistintamente como una casa, una fragua, un establo y un granero. En 1863, la capilla fue identificada por una mujer acomodada, Charlotte Pearson Boyd (1837-1906), una conversa al catolicismo del anglicanismo. Ella compró el edificio al dueño de la granja en 1896, la restauró y donó la capilla a la Abadía de Downside para el uso de los fieles católicos.
El papa Pío XII concedió una coronación canónica a la venerada imagen de la Virgen María bajo el título de Nuestra Señora de Walsingham consagrada en la actualidad dentro de la capilla el 15 de agosto de 1954. El papa Francisco concedió al santuario el estatus de basílica menor por medio de un decreto apostólico el 27 de diciembre de 2015.
En la actualidad este santuario católico convive con otro anglicado situado junto a la basílica, el Santuario Anglicano de Nuestra Señora de Walsingham. Muchos peregrinos modernos se quitan los zapatos en la capilla de las zapatillas y caminan la última milla, llamada "Holy Mile", hasta Walsingham, descalzos. La Capilla Slipper contiene una estatua de piedra de la Virgen María tallada por Marcel Barbeau. La estatua fue llevada a Wembley para ser bendecida por el papa Juan Pablo II cuando visitó Inglaterra el 29 de mayo de 1982.
Cada año, el 8 de septiembre, en la fiesta del nacimiento de Nuestra Señora, la estatua de Nuestra Señora de Walsingham es llevada durante varios kilómetros en una procesión que comienza en la Capilla de las Zapatillas (Slipper).